# Druine D.31
Die Druine D.31 Turbulent ist ein Selbstbau-Sportflugzeug des französischen Konstrukteurs Roger Druine.

## Geschichte
Roger Druine schuf 1950 ein sehr leichtes Sportflugzeug, das als Vorlage für den Amateurbau dienen sollte. Der Prototyp wurde ab 1951 erprobt und 1953 die Produktionsversion vorgestellt. Die Baupläne wurden in viele Teile der Welt verkauft; so wurde es zum Beispiel in Großbritannien bei Rollason Aircraft & Engines und in Deutschland bei Wilhelm Stark in Minden (als D.31D) in Kleinserien zu jeweils etwa 30 Stück gebaut. Dabei wurde die Maschine teilweise den jeweiligen nationalen Bestimmungen angepasst und modifiziert. In Deutschland sind (Stand Anfang 2010) noch neun Turbulent zugelassen.

## Konstruktion
Druine D.31 Turbulent ist ein einsitziges Flugzeug in Holzbauweise, das dank seiner mit Nasenschlitzen versehenen Tragflächen sehr gutmütige Flugeigenschaften besitzt. Als Motoren kamen über zwanzig verschiedene Modelle (meist modifizierte VW-Automotoren) im Bereich von 25 bis 75 PS Leistung zum Einsatz. Drei Maschinen wurden in einer eingeschränkt für Kunstflug zertifizierten Version D.31A mit verstärkten Tragflächen gebaut.

## Technische Daten
| Kenngröße             | Daten                                               |
| --------------------- | --------------------------------------------------- |
| Besatzung             | 1                                                   |
| Länge                 | 5,25 m                                              |
| Spannweite            | 6,55 m                                              |
| Höhe                  | 1,80 m                                              |
| Flügelfläche          | 7,5 m²                                              |
| Flügelstreckung       | 5,7                                                 |
| Leermasse             | 200 kg                                              |
| Startmasse            | 325 kg                                              |
| Reisegeschwindigkeit  | 150 km/h                                            |
| Höchstgeschwindigkeit | 175 km/h                                            |
| Steigleistung         | 3 m/s                                               |
| Dienstgipfelhöhe      | 3600 m                                              |
| Reichweite            | 350 km                                              |
| Triebwerke            | ein Vierzylinder-Boxermotor von VW mit 18 bis 24 kW |